# Ventrículo
Ventrículo refere-se a uma câmara inferior do coração. O coração humano possui dois ventrículos. O ventrículo direito recebe o sangue através da valva tricúspide, vindo da aurícula direita e o ventrículo esquerdo recebe o sangue através da valva bicúspide, vindo da aurícula esquerdo.
Ventrículos são as câmaras do coração cuja função é bombear o sangue para a circulação sistémica, através da artéria aórta, no caso do ventrículo esquerdo, e para a circulação pulmonar, através da artéria pulmonar, no caso do ventrículo direito.
Os ventrículos estão ligados às aurículas, que recebem sangue arterial pelas veias pulmonares (aurícula esquerda) e sangue venoso pela veia cava superior e inferior (aurícula direita).
Após a diástole geral ocorre a sístole auricular que abre as valvas bicúspides ou mitrais (esquerda) e tricúspide (direita) quando as aurículas contraem, bombeando o sangue para os ventrículos, que com a sístole ventricular bombeiam o sangue venoso e arterial para, respectivamente, os pulmões, pela artéria pulmonar, e para o resto do corpo, pela artéria aorta. Nas aortas, para o sangue não recuar, existem também duas valvas que se abrem na sístole ventricular e fecham na diástole geral. São denominadas por valvas sigmoides.

## Ventrículo direito
Ventrículo direito é a cavidade do coração responsável pelo bombeamento do sangue na circulação pulmonar. Recebe o sangue venoso do átrio direito. Deságua no tronco da artéria pulmonar, de quem é separado pela válvula pulmonar.

## Ventrículo esquerdo
O ventrículo esquerdo do coração humano fica abaixo do átrio esquerdo. Entre eles fica a valva mitral, somente com duas cúspides. No ventrículo esquerdo existem também as cordas tendinosas e  os músculos papilares. Desagua na aorta, de quem é separado pela valva aórtica. O ventrículo esquerdo é mais espesso que o ventrículo direito pois precisa realizar contrações mais poderosas para distribuir o sangue para o corpo todo.
A função do ventrículo esquerdo é bombear o sangue para todo o corpo exceto os pulmões. Ele bombeia o sangue para sua circulação sistêmica através da artéria aorta.

## Separação e valvas
Os ventrículos são separados das aurículas por valvas chamadas de valva mitral ou valva bicúspide, entre a átrio esquerdo e o ventrículo esquerdo, e valva tricúspide, entre a átrio direito e o ventrículo direito. Entre os ventrículos e os grandes vasos, existem também valvas que impedem o refluxo de sangue para estas câmaras durante a fase de relaxamento ventricular. Essas tomam a designação de valva pulmonar, entre o ventrículo direito e a artéria pulmonar, e de valva aórtica, entre o ventrículo esquerdo e a artéria aorta. Outra designação aceitável para estas valvas é "sigmoide".